# 現金主義
会計における現金主義（げんきんしゅぎ、英: Cash basis）は収益と費用を現金授受の時点で認識する会計原則である。
現金の受け渡し時期にかかわらず取引の確定時点で収益と費用を認識する発生主義とは反対の概念である。これらを用いた会計手法は通常、それぞれ「現金主義会計」や「発生主義会計」と呼ばれる。現金主義は実現主義とも呼ばれる。
現金主義では収益認識と現金受取が必ず一致するため、発生した利益は現金勘定に流入する。すなわち利益が現金による資金的裏付けをもつ特徴がある（利益があるのに現金が払底している、いわゆる黒字倒産が会計上発生しない）。また現金主義では収益と費用が現金と連動しているために差異の発生余地が少なく、管理に対する手間が少なくなると期待できる。
一方、信用取引を扱えず資産への減価償却などが行えないなど財務会計としては多くの問題があるために、特殊な場合を除けば企業会計での使用は許容されていない。

## 仕訳の例

### 収益の認識
サービスの提供時：
仕訳なし
現金の受領時：
| 借方         | 貸方         |
| ------------ | ------------ |
| 現金 150,000 | 収益 150,000 |

### 費用の認識
サービスの受取時：
仕訳なし
現金の支払時：
| 借方         | 貸方         |
| ------------ | ------------ |
| 費用 200,000 | 現金 200,000 |